# クラウン製パン
クラウン製パン（クラウンせいパン）は福岡県北九州市小倉北区に所在する株式会社。主に製パン業を主要事業とする。

## 概要
パン(主に食パン、菓子パン、フランスパンクロワッサン)や洋菓子の製造を製造している企業である。創業者は松岡一吉。1948年に八幡市（現在の八幡東区）でパン屋を開業。1953年より北九州市内の小学校の給食パンを製造供給している。その他、米飯の委託加工を行っている。学校給食用パンの納入先は、北九州市以外に宗像市、行橋市、福津市、豊前市などに毎日63,000食。学校以外の主な納入先は北九州市内の病院、学校施設など。
また、直営のパン屋「クラウンパン」として北九州市内に4店舗を直営する。また、クロワッサン専門店「ミニヨン（il FORNO del MIGNON）」を1996年に博多駅に出店して以来、九州各地の主要JR駅等に5店舗展開している。いずれも直営店だが一部店舗の展開に当たっては、JR九州フードサービスが関与している。また、2018年より、地元にこだわったコッペパン専門店として、荒生田店を改装した。
国家資格である「パン製造技能士」の資格取得や、パン職人のコンテストへの出場を積極的に薦めており、コンテストでは上位入賞を飾っている。

## 事業所・店舗
出典による。（2016年6月現在）
（2022年2月店舗追加：修正）
- 本社・工場-北九州市小倉北区泉台4丁目1-1
- クラウンパン（パン屋）
  - 京町店：北九州市小倉北区京町2丁目7-20
  - 大蔵店：北九州市八幡東区大蔵2丁目4-1
  - 70歳パン工場 70factory1948（荒生田店）：北九州市八幡東区荒生田1丁目4-1
  - 桃園店：北九州市八幡東区桃園１丁目4-42
- ミニヨン（il FORNO del MIGNON）
  - 博多駅店：福岡市博多区博多駅名店街（JR博多駅中央改札口前）
  - JR東日本池袋南改札横店：東京都豊島区南池袋1-28 （JR池袋駅南改札横）
  - 梅田店：大阪府大阪市北区角田町8-47阪急グランドビル1F（HEP FIVE前 阪急サン広場横）【2022/11/12(金)NEW OPEN】
  - 小倉店：北九州市小倉北区京町2丁目7-20（クラウンパン小倉店に併設）
  - 大分駅店：大分市要町1-1（JR大分駅改札口前）
  - 鹿児島店：鹿児島市東開町7番 イオンモール鹿児島1F
  - 宮崎店：宮崎県宮崎市新別府町江口862-1 イオンモール宮崎1F
  - 熊本駅店：熊本県熊本市西区春日3-5-30（JR熊本駅肥後よかもん市場内）
  - 姪浜店：福岡県福岡市西区姪の浜4-8-1（JR姪浜駅 めいのはまMarche内）
  - 横浜ポルタ店：神奈川県横浜市西区高島2－16 横浜ポルタB1-314